# Selma Urfer
Selma Urfer (auch Selma Graf; * 30. März 1928 in Bern; † 2. Mai 2013 in München) war eine schweizerisch-deutsche Autorin, Übersetzerin und Schauspielerin.

## Leben
Sie absolvierte die Zürcher Schauspielschule im Jahr 1948. Neben ihrer schauspielerischen Tätigkeit in Theatern und im Fernsehen schrieb sie zahlreiche Kurzgeschichten und zwei Romane. Sie trat 1970 der Schriftstellervereinigung Gruppe Olten bei. Urfer war mit dem deutschen Schauspieler Robert Graf (1923–1966) verheiratet, hat drei Kinder, darunter den deutschen Filmregisseur Dominik Graf. Sie lebte in München.

## Auszeichnungen
Urfer erhielt mehrere Auszeichnungen und Ehrungen, darunter:
- 1984: Preis des Schweizerischen Beobachters im Wettbewerb für Kurzgeschichten
- 1985: Literaturpreis des Bertelsmann-Verlags
- 1987: Literaturpreis des Kantons Bern

## Werke (Auswahl)
- (Beitrag) Ein Volk schreibt Geschichten. Huber, Frauenfeld 1984, ISBN 3-85569-034-0.
- Damals. Dort. Bertelsmann, München 1986, ISBN 3-570-07874-4.
- Skizzen aus Grandson. Les Éditions d’Autrefois, Grandson 1988.
- Liebe in Coppet. Eine Erinnerung an Madame de Staël. Nymphenburger, München 1992, ISBN 3-485-00646-7.
- Der braune Eisbär. Mit Illustrationen von Esther Leist, Schweizerisches Jugendschriftenwerk, Zürich 2005, DNB 976493330.
- Peter Pan in Kensington Gardens. Übersetzung ins Deutsche aus dem Roman The Little White Bird (1902) von James Matthew Barrie, englischer und deutscher Texte parallel, mit Noten und Nachwort. Scaneg, München 2008, ISBN 978-3-89235-120-7.

## Filmografie (Auswahl)
- 1960: Es geschah an der Grenze (Fernsehserie)
- 1962: Schneewittchen und die sieben Gaukler
- 1964:Gewagtes Spiel (TV-Serie) – Jacqueline
- 1965: Die Pfingstorgel
- 1965: Das Kriminalmuseum (TV-Serie) – Die Brille
- 1965: Sie schreiben mit (TV-Serie) – Der Besuch
- 1966: Das Kriminalmuseum (TV-Serie) – Der Barockengel
- 1966: Judith (TV)
- 1967: Ein Genie wird verkannt (TV)
- 1968: Meinungsverschiedenheiten (TV)